# Irminenfreihof

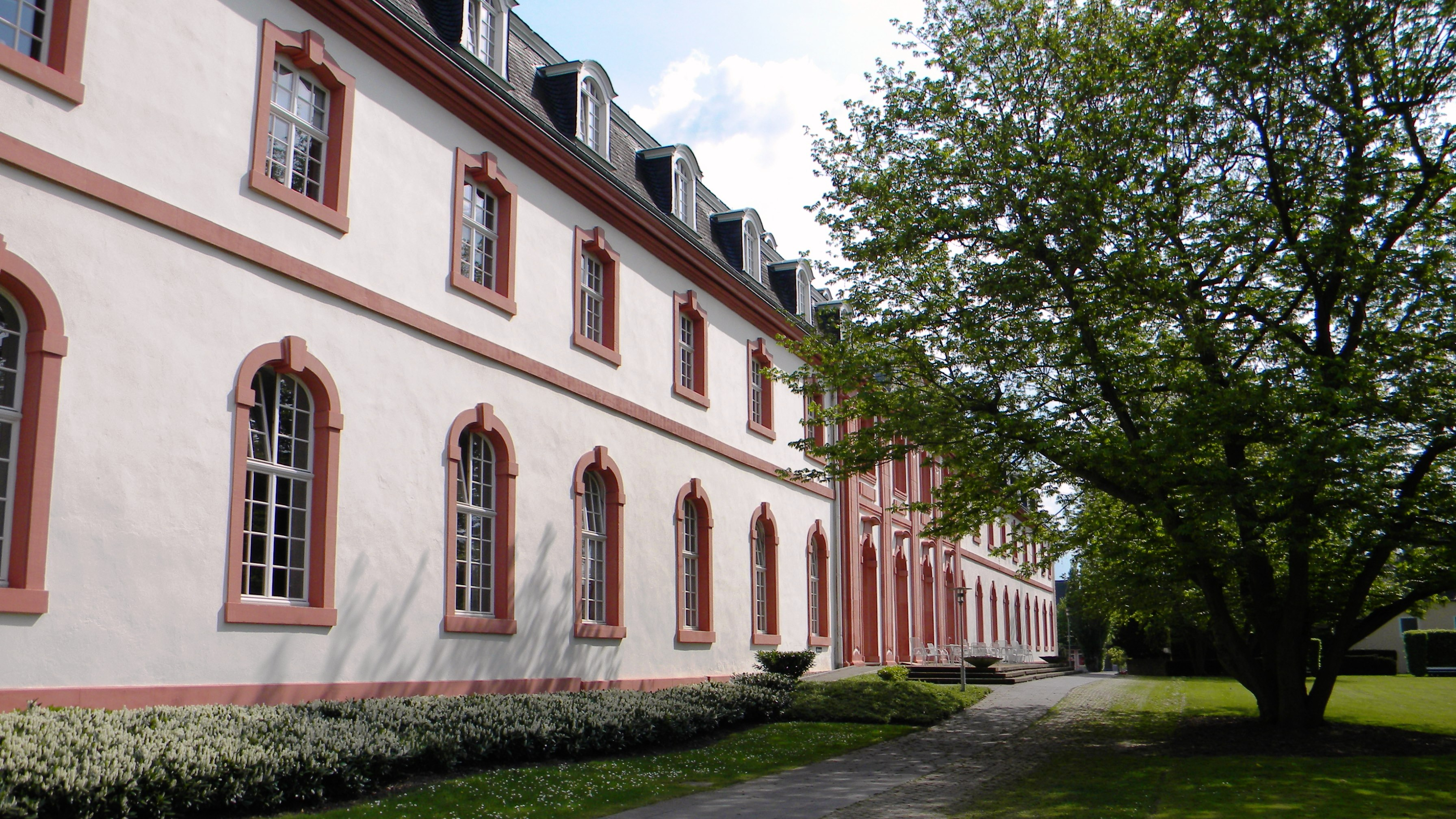
Irminenfreihof

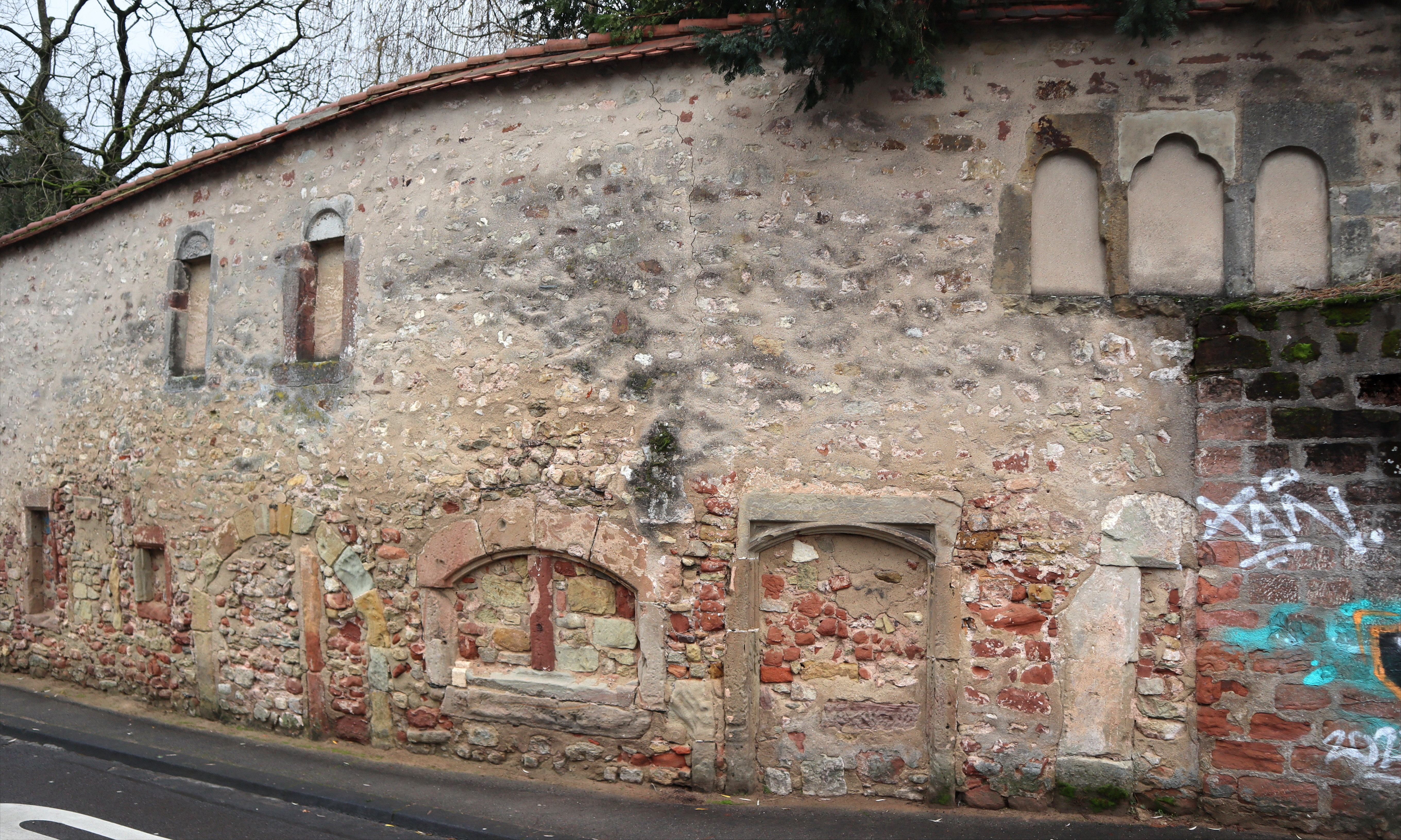
Reste des früheren Fischer- und Schifferviertels Britanien

Der Irminenfreihof ist ein Platz am Rande der Trierer Innenstadt. Er ist nach dem ehemaligen Kloster St. Irminen benannt, dessen Name auf die heilige Irmina zurückgeht. Teile des Platzes waren früher im Bereich der Immunität des Klosters.
Am Platz befindet sich auch das ehemalige Dominikanerkloster St. Katharina, das unter Denkmalschutz steht. Am Irminenfreihof 6 stand außerdem ein barockes Haus mit gotischem Kern, das im Zweiten Weltkrieg stark beschädigt, später abgerissen und durch einen Neubau ersetzt wurde.
Auf dem Platz steht das Willibrord-Denkmal. Es ist dem heiliggesprochenen englischen Missionar Willibrord gewidmet, der das Kloster Echternach gründete. Das Irminenkloster stand in engem Austausch mit der luxemburgischen Abtei.
In der östlichen Mauer des Platzes sind Reste der Bauten des früheren Fischer- und Schifferviertels Britanien (von lat. prytaneum = Kornspeicher) erhalten.